# 蜉蝣 〜カゲロウ
『蜉蝣 〜カゲロウ』（カゲロウ）は清木場俊介の通算20枚目となるシングル。2015年8月19日にSPEEDSTAR RECORDSから発売された。

## 概要
前作品「軌跡」以来2か月ぶりの新曲は、本体のボタンを押すと、「軌跡」（1番サビのみ）のアカペラバージョンが流れる仕組みの唄い屋キーホルダー付限定盤と通常盤の2形態で発売。オリコン週間シングルランキングで最高18位を記録した。玉置浩二「純情」のカバーを収録。7月16日にMVのショートバージョンが公開された。

## 収録曲
| 全作詞: 清木場俊介（3のみ須藤晃）、全作曲: 川根来音（3のみ玉置浩二）。 |                                    |                             |                             |      |
| #                                                                      | タイトル                           | 作詞                        | 作曲・編曲                  | 時間 |
| 1.                                                                     | 「蜉蝣 〜カゲロウ」                | 清木場俊介（3のみ 須藤晃 ） | 川根来音（3のみ 玉置浩二 ） | 4:25 |
| 2.                                                                     | 「君に出逢って」                   | 清木場俊介（3のみ 須藤晃 ） | 川根来音（3のみ 玉置浩二 ） | 5:13 |
| 3.                                                                     | 「純情」                           | 清木場俊介（3のみ 須藤晃 ） | 川根来音（3のみ 玉置浩二 ） | 6:01 |
| 4.                                                                     | 「蜉蝣 〜カゲロウ -instrumental-」 | 清木場俊介（3のみ 須藤晃 ） | 川根来音（3のみ 玉置浩二 ） | 4:24 |
| 合計時間:                                                              | 合計時間:                          | 20:03                       |                             |      |

## 収録アルバム
「FACT」(#.1)